# Julius von Voigts-Rhetz

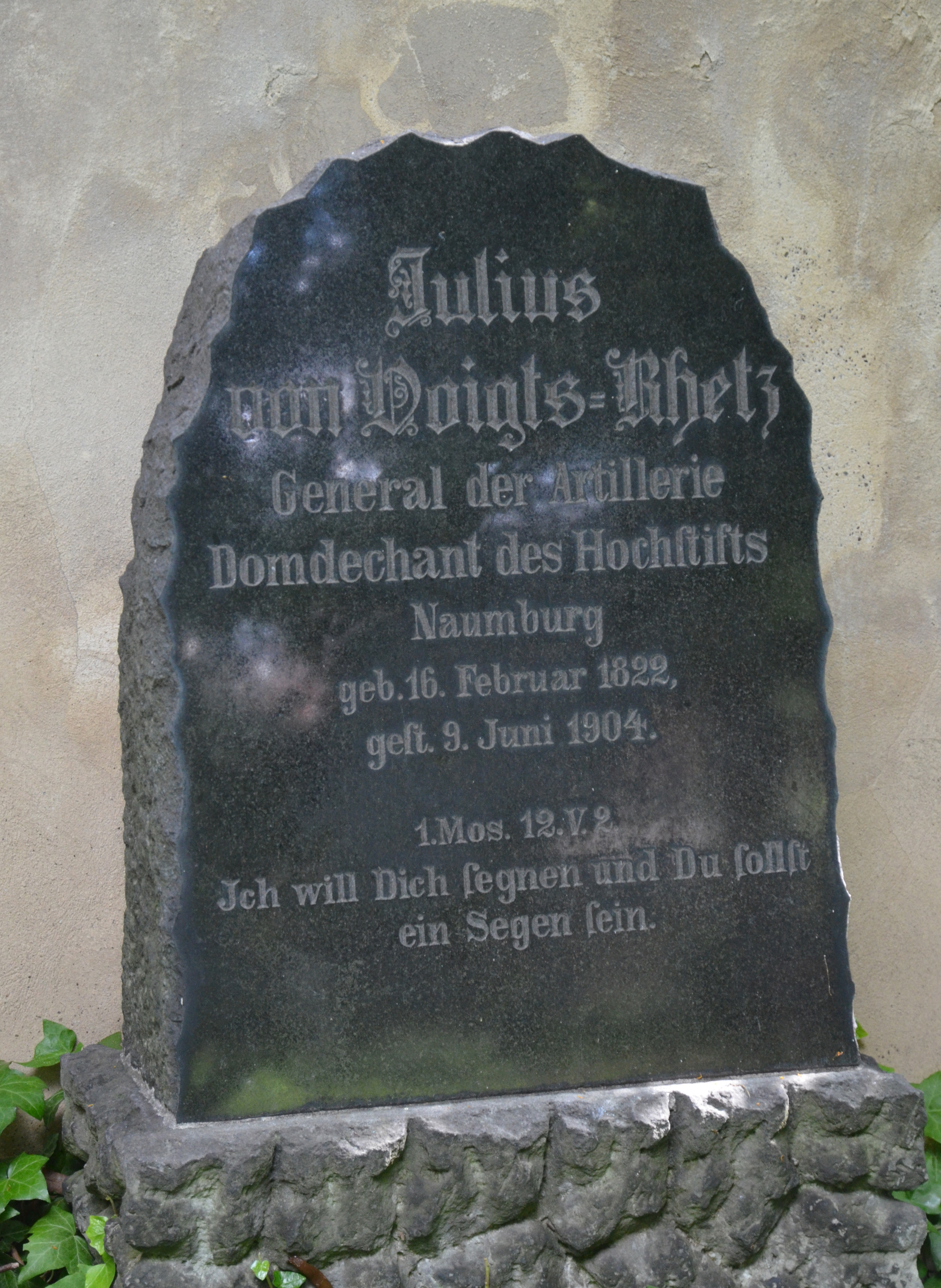
Domfriedhof Naumburg. Nordwand.

Julius Werner Philipp von Voigts-Rhetz (* 16. Februar 1822 in Hausberge; † 9. Juni 1904 in Naumburg (Saale)) war ein preußischer General der Artillerie.

## Leben

### Herkunft
Julius war ein Sohn des Forst-, Regierungs- und Departementsrates Victor von Voigts-Rhetz (1775–1841) und seiner Ehefrau Dorothea, geborene von Uslar (1782–1865). Seine Brüder Konstantin Bernhard und William wurden ebenfalls Generale in der Preußischen Armee.

### Militärkarriere
Voigts-Rhetz erhielt seine höhere Schulbildung an der Landesschule Pforta. Anschließend trat er am 20. Januar 1840 als Kanonier in die Garde-Artillerie-Brigade der Preußischen Armee ein und absolvierte von Oktober 1840 bis Mitte Juli 1843 die Artillerie- und Ingenieurschule. Zwischenzeitlich am 1. November 1842 zum Sekondeleutnant befördert, nahm Voigts-Rhetz 1848 an der Niederschlagung der Straßenkämpfe in Berlin während der Märzrevolution teil.
Ab 1. Oktober 1864 war Voigts-Rhetz als Lehrer an der Kriegsakademie tätig. Mitte Mai 1866 wurde er zum Generalstab der 2. Garde-Division kommandiert und nahm als Oberstleutnant während des Krieges gegen Österreich u. a. an den Schlachten bei Trautenau und Königgrätz teil. Nach Kriegsende ernannte man ihn am 30. Oktober 1866 zum Chef des Generalstabes des III. Armee-Korps unter Friedrich Karl von Preußen. Ende des Jahres wurde Voigts-Rhetz zusätzlich auch Mitglied der Studienkommission für die Kriegsschulen. 1868 zum Oberst befördert, nahm Voigts-Rhetz nun unter dem Kommandierenden General Constantin von Alvensleben 1870/71 am Krieg gegen Frankreich teil. Dabei kam er u. a. in den Schlachten bei Spichern, Vionville, Gravelotte, Beaune-la-Rolande, Orléans, Le Mans sowie der Belagerung von Metz zum Einsatz. Für seine Leistungen erhielt er neben beiden Klassen des Eisernen Kreuzes auch die höchste preußische Tapferkeitsauszeichnung, den Orden Pour le Mérite.
Nach Kriegsende zum Mitglied der Studienkommission für die Kriegsakademie ernannt, wurde Voigts-Rhetz Mitte November 1872 mit der Uniform des Generalstabes zu den Offizieren von der Armee versetzt und für sechs Monate zum Kriegsministerium kommandiert. Zusätzlich fungierte er seit Anfang Dezember 1872 als Bevollmächtigter zum Bundesrat und Vertreter des Vorsitzenden des Ausschusses für das Landheer und die Festungen. Am 22. März 1873 folgte seine Beförderung zum Generalmajor und als solcher wurde Voigts-Rhetz schließlich am 12. April 1873 in das Kriegsministerium versetzt. Er übernahm hier als Direktor die Leitung des Allgemeinen Kriegsdepartements. Von seiner Mitgliedschaft in der Studienkommission für die Kriegsschulen sowie der Studienkommission für die Kriegsakademie wurde er Mitte Mai 1875 bzw. Mitte Juli 1878 entbunden. Als Generalleutnant (seit 18. Januar 1878) folgte am 6. November 1879 seine Ernennung zum Inspekteur der 4. Feldartillerie-Inspektion. Gleichzeitig verlieh man ihm für seine bisherigen Verdienste den Kronenorden I. Klasse mit Schwertern am Ringe. Im November 1879 entband man ihn auch von seiner Stellung als Mitglied des Bundesrates. Den Höhepunkt seiner militärischen Karriere erreichte Voigts-Rhetz schließlich am 12. Dezember 1882 mit der Ernennung zum Generalinspekteur der Artillerie sowie seiner Beförderung zum General der Infanterie am 18. September 1886. Am 27. Januar 1889 à la suite des 1. Garde-Feldartillerie-Regiments gestellt, verlieh ihm Wilhelm II. den Diensttitel als General der Artillerie. Nach dem Tod des bisherigen Domdechant Bruno Neidhardt von Gneisenau erhielt Voigts-Rhetz zudem am 7. Februar 1889 dessen Stelle in Naumburg. Am 30. März 1889 wurde er dann mit Pension zur Disposition gestellt.
Voigts-Rhetz wurde nach seinem Tod am 12. Juni 1904 auf dem Domfriedhof Naumburg beigesetzt. Im Naumburger Dom befindet sich eine Erinnerungstafel an ihn, zum 80. Geburtstag, aus Metall gefertigt, im Hauptschiff (Lettner-Westchor) an der Nordwand.

### Familie
Er hatte sich am 30. November 1847 in Küstrin mit Elvire Wolff (1827–1906) verheiratet. Aus der Ehe gingen folgende Kinder hervor:
- Konstans (1848–1893), preußischer Oberst und Kommandeur des Holsteinischen Feldartillerie-Regiments Nr. 24 ⚭ Ines Edler Herrin und Freiin von Plotho (* 1863)
- Gertrud (* 1850) ⚭ Karl von Le Fort († 1893), preußischer Major a. D. und Herr auf Papendorf
- Blanka (1852–1877) ⚭ Rafael von Uslar, Herr auf Rethmar
- Dorette (* 1858) ⚭ Rafael von Uslar, Herr auf Rethmar
- Klara (* 1859) ⚭ Friedrich Sixt von Armin, preußischer General der Infanterie
- Friedrich-Karl (* 1861), preußischer Major a. D., Rechtsritter des Johanniterordens ⚭ Edda von Kapff (* 1869)
- Werner (* 1863), preußischer Oberstleutnant im Infanterie-Regiment „von Voigts-Rhetz“ (3. Hannoversches) Nr. 79 und Herr auf Waschow ⚭ Magdalena Gräfin von Kielmansegg (* 1876)
- Alice (* 1866) ⚭ Maximilian von Frank (1831–1894), Landrat des Kreises Celle
- Elvire (* 1868) ⚭ Erwin von Esmarch (1855–1915), Professor an der Georg-August-Universität Göttingen